# Русское физико-химическое общество
Русское физико-химическое общество (РФХО) — российская научная организация, существовавшая с 1878 по 1930 год и объединявшая естествоиспытателей Российской империи, а затем — РСФСР. Организация размещалась в Санкт-Петербурге, и включала в себя два отделения: химическое (основано в 1868 году) и физическое (основано в 1872 году); в 1878 году объединившиеся. Правопреемником химического отделения организации стало Русское химическое общество, впоследствии — Всесоюзное химическое общество имени Д. И. Менделеева (1933), в настоящее время — Российское химическое общество имени Д. И. Менделеева (1992).

## История
В 1860-е годы, в университетской и научной среде России, начали образовываться небольшие химические и физические кружки. К примеру в Санкт-Петербурге, в 1861 году, на квартирах у Д. И. Менделеева, А. А. Воскресенского и А. П. Бородина собирались петербургские химики, а к 1863 году собрания проходили уже два раза в неделю.

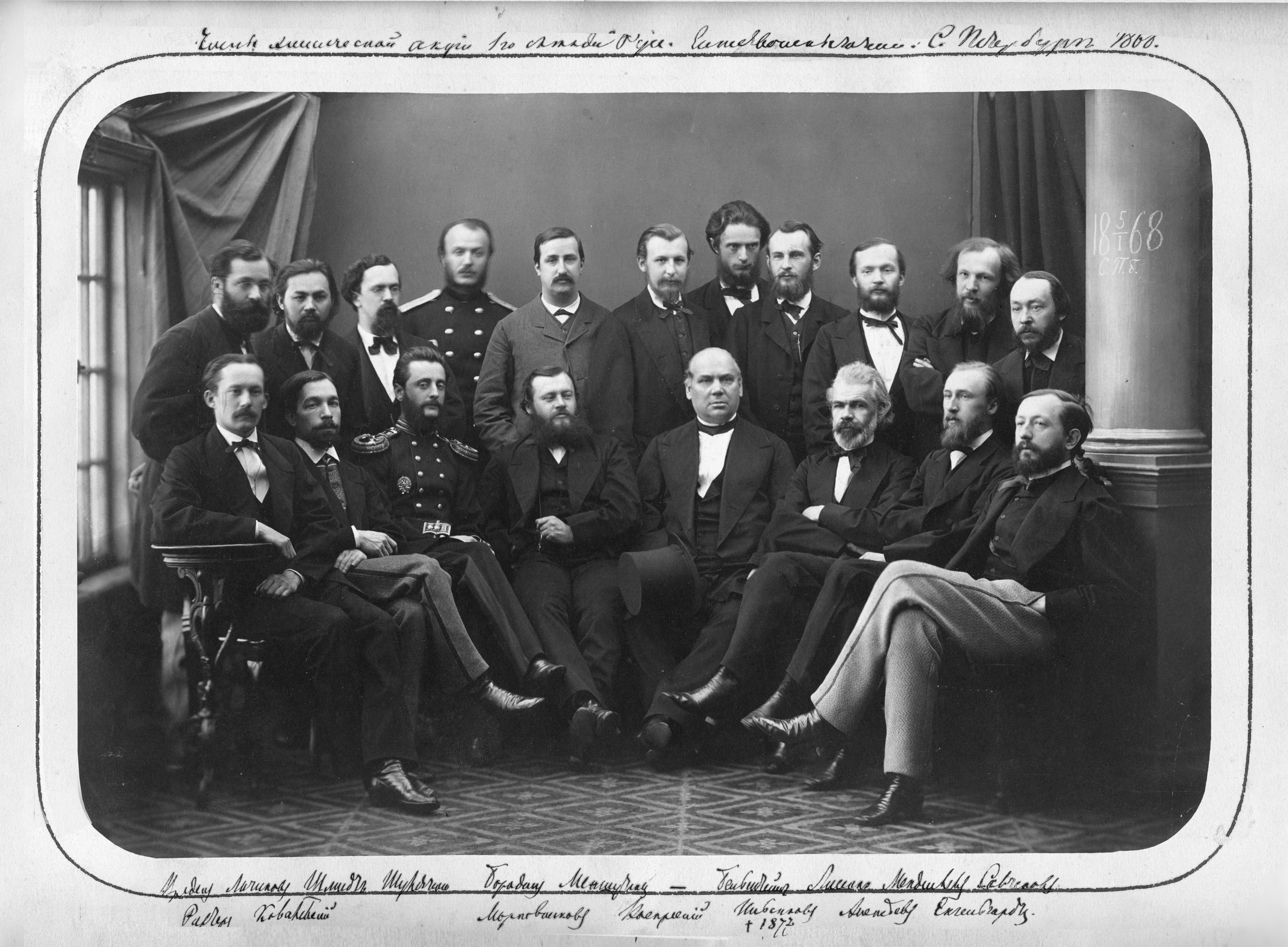
Основатели Русского Химического Общества (члены 1-го съезда русских естествоиспытателей и врачей, вынесшие постановление об учреждении — 4 января 1868 года). Стоят слева направо: Ф. Р. Вреден, П. А. Лачинов, Г. А. Шмидт, А. Р. Шуляченко, А. П. Бородин, Н. А. Меншуткин, Н. А. Соковнин, Ф. Ф. Бейльштейн, К. И. Лисенко, Д. И. Менделеев, Ф. Н. Савченков; — сидят: В. Ю. Рихтер, С. И. Ковалевский, Н. П. Нечаев, В. В. Марковников, А. А. Воскресенский, П. А. Ильенков, П. П. Алексеев, А. Н. Энгельгардт (подписи сделаны рукой Д. И. Менделеева).

В 1868 году неофициальные встречи получили дальнейшее развитие в форме учреждения Русского химического общества. Устав Русского химического общества в качестве его членов-учредителей подписали: Ф. Ф. Бейльштейн, А. П. Бородин, Э. А. Вроблевский, Г. Г. Густавсон, Н. Н. Зинин, Н. Иванов, А. К. Крупский, А. Кульберг, П. А. Лачинов, Ф. Ф. Лесгафт, К. И. Лисенко, Д. И. Менделеев, Н. А. Меншуткин, В. Ю. Рихтер, Ф. Н. Савченков, Н. И. Тавилдаров, Г. А. Шмидт, А. Р. Шуляченко, Н. Фёдоров, Ю. Ф. Фрицше, А. Н. Энгельгардт, Н. К. Яцукович. С 1869 года стало выходить печатное издание общества под названием «Журнал Русского химического общества»
У физиков подобный процесс был более медленным, их кружок собирался на квартире К. Д. Краевича, преподававшего физику в Пятой гимназии города Санкт-Петербурга. В мае 1872 года тридцать шесть физиков, во главе с завкафедрой Санкт-Петербургского университета Ф. Ф. Петрушевским решили последовать примеру своих коллег-естествоиспытателей, став членами-учредителями Физического общества при Санкт-Петербургском университете. В число их входили Д. И. Менделеев, Б. С. Якоби, И. И. Боргман, О. Д. Хвольсон, Д. А. Лачинов, Н. Г. Егоров, В. В. Лермантов, Р. Э. Ленц, П. П. Фан-дер-флит и др. Большей частью это были ученики Э. Х. Ленца — третье поколение его питомцев в университете. Однако среди первых членов Общества были также физики Москвы (А. С. Владимирский), Тулы (А. Ф. Малинин), Архангельска (В. Ф. Фридрихсберг) и даже Иркутска (П. К. Соколов), а позднее и Владивостока (И. Н. Башинский). Поскольку физики были менее активны, и не ставили перед обществом общенациональных задач, то они не стали использовать прилагательное «Русское» в названии. Первый параграф устава Общества гласил:

§ 1. Физическое общество при С.-Петербургском университете имеет целью содействовать успехам всех частей физики и распространению физических знаний в России.

Физическое общество было весьма ограничено в средствах, поэтому физические статьи печатались в журнале Русского Химического общества и в 1873 году, начиная с 5-го тома, журнал сменил имя на «Журнал Русского химического общества и Физического общества при Петербургском университете».
В начале 1876 года, Д. И. Менделеев выступил с предложением о слиянии двух обществ. Этому немало способствовала совместная работа над «Журналом…», а также желание увеличить значение общества для научной жизни страны. Через два года, в 1878 году, было официально создано Русское физико-химическое общество с двумя автономными отделениями: физическим и химическим.
В 1916 году Президентом Русского физико-химического общества и председателем Отделения физики был избран Д. С. Рождественский.
В 1932 году по постановлению 6-го Менделеевского съезда по общей и прикладной химии организовано Всесоюзное Химическое общество имени Д. И. Менделеева (ВХО), как добровольное объединение химиков. ВХО находилось в ведении Всесоюзного совета научно-технических обществ при Всесоюзном центральном совете профессиональных союзов. ВХО — преемник Русского Химического общества.

## Известные деятели РФХО
- Д. И. Менделеев
- Д. С. Рождественский

## Библиотека РФХО
Библиотека по истории РФХО хранится в Музее-усадьбе Д. И. Менделеева «Боблово».